# Enlow
Enlow es un lugar designado por el censo ubicado en el condado de Allegheny en el estado estadounidense de Pensilvania. En el año 2010 tenía una población de 1013 habitantes y una densidad poblacional de 1688,3 personas por km².

## Geografía
Enlow se encuentra ubicado en las coordenadas 40°26′35″N 80°14′1″O / 40.44306, -80.23361.. Según la Oficina del Censo de los Estados Unidos, Enlow tiene una superficie total de 0,67 mi² (1,7 km²), de la cual 0,67 mi² (1,7 km²) corresponden a tierra firme y 0 mi² (0 km²) es agua.